# Acuario de Alejandría
El Acuario de Alejandría (en árabe: متحف الأحياء المائية) es un pequeño acuario en la ciudad de Alejandría, al norte del país africano de Egipto. Fue construido en 1930 y está cerca del Fuerte de Qaitbay en Puerto del Este de Alejandría. El acuario presenta muchas especies de los mares Mediterráneo y Rojo alrededor de Egipto, así como algunas especies de agua dulce del Nilo y el Amazonas. Los animales en exhibición incluyen desde peces a los crustáceos y tortugas (tanto marinos como de agua dulce). El acuario es también la sede del Instituto de Investigaciones Marinas.